# Дриблево
Дриблево — деревня в Шекснинском районе Вологодской области.
Входит в состав сельского поселения Никольского, с точки зрения административно-территориального деления — в Никольский сельсовет.
Расстояние по автодороге до районного центра Шексны — 4,3 км, до центра муниципального образования Прогресса — 3,3 км. Ближайшие населённые пункты — Екимовское, Чагино, Кренево, Братовец, Костинское.
По данным переписи в 2002 году постоянного населения не было.